# Powdersville
Powderville és una concentració de població designada pel cens dels Estats Units a l'estat de Carolina del Sud. Segons el cens del 2000 tenia 5.362 habitants.

## Demografia
Segons el cens del 2000, Powderville tenia 5.362 habitants, 1.989 habitatges i 1.615 famílies. La densitat de població era de 148,4 habitants/km².
Dels 1.989 habitatges en un 37,4% hi vivien nens de menys de 18 anys, en un 69,8% hi vivien parelles casades, en un 8,2% dones solteres, i en un 18,8% no eren unitats familiars. En el 16,9% dels habitatges hi vivien persones soles el 5,6% de les quals corresponia a persones de 65 anys o més que vivien soles. El nombre mitjà de persones vivint en cada habitatge era de 2,7 i el nombre mitjà de persones que vivien en cada família era de 3,01.
Per edats la població es repartia de la següent manera: un 26% tenia menys de 18 anys, un 7% entre 18 i 24, un 30,4% entre 25 i 44, un 27,2% de 45 a 60 i un 9,4% 65 anys o més.
L'edat mediana era de 38 anys. Per cada 100 dones de 18 o més anys hi havia 96,1 homes.
La renda mediana per habitatge era de 50.255 $ i la renda mediana per família de 57.131 $. Els homes tenien una renda mediana de 41.297 $ mentre que les dones 25.136 $. La renda per capita de la població era de 20.901 $. Entorn del 2,4% de les famílies i el 2,5% de la població estaven per davall del llindar de pobresa.

## Poblacions més properes
El següent diagrama mostra les poblacions més properes.